# Mitsubishi Proudia

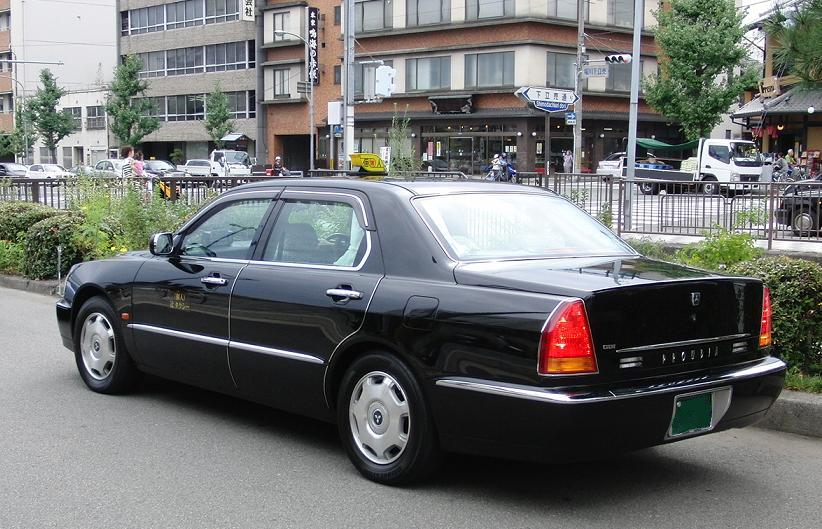
Tył nadwozia

Mitsubishi Proudia – luksusowy samochód osobowy produkowany przez japońską firmę Mitsubishi w latach 1999-2001. Dostępny jako 4-drzwiowy sedan. Do napędu używano silników V6 3,5 l oraz V8 4,5 l. Moc przenoszona była na oś tylną poprzez 5-biegową automatyczną skrzynię biegów. Powstało 1227 egzemplarzy modelu.

## Dane techniczne (V6 3.5)

### Silnik
- V6 3,5 l (3497 cm³), 4 zawory na cylinder, DOHC
- Układ zasilania: wtrysk
- Średnica cylindra × skok tłoka: 93,00 mm × 85,80 mm
- Stopień sprężania: 10,4:1
- Moc maksymalna: 240 KM (177 kW) przy 5500 obr./min
- Maksymalny moment obrotowy: 343 Nm przy 2500 obr./min

### Osiągi
- Przyspieszenie 0-100 km/h: b/d
- Prędkość maksymalna: b/d

## Dane techniczne (V8 4.5)

### Silnik
- V8 4,5 l (4498 cm³), 4 zawory na cylinder, DOHC
- Układ zasilania: wtrysk
- Średnica cylindra × skok tłoka: 86,00 mm × 96,80 mm
- Stopień sprężania: 10,7:1
- Moc maksymalna: 280 KM (206 kW) przy 5000 obr./min
- Maksymalny moment obrotowy: 412 Nm przy 4000 obr./min

### Osiągi
- Przyspieszenie 0-100 km/h: b/d
- Prędkość maksymalna: b/d

## Produkcja i sprzedaż
| Rok  | Wielkość produkcji | Sprzedane egzemplarze |
| ---- | ------------------ | --------------------- |
| 1999 | 383                | -                     |
| 2000 | 759                | 852                   |
| 2001 | 85                 | 97 (+1 eksport)       |

(Źródła: Fact & Figures 2000, Fact & Figures 2005, Mitsubishi Motors website)